# 李南 (1971年)
李南（1971年6月—），男，中华人民共和国外交官，现任中华人民共和国驻贝尔法斯特总领事。

## 生平
2014年9月，李南任驻博茨瓦纳大使馆政务参赞。2017年，调任驻纳米比亚大使馆政务参赞。后任驻南非大使馆公使衔参赞。2024年9月，出任中华人民共和国驻贝尔法斯特总领事。